# Vaccinium kachinense
Vaccinium kachinense là một loài thực vật có hoa trong họ Thạch nam. Loài này được Brandis miêu tả khoa học đầu tiên năm 1906.